# Lisa Oldenhof
Lisa Oldenhof, född den 26 mars 1980 i Perth, Australien, är en australisk kanotist.
Hon tog OS-brons i K-4 500 meter i samband med de olympiska kanottävlingarna 2008 i Peking.